# Agnes Conway
Agnes Ethel Conway (geb. 2. Mai 1885; gest. 1950) war eine britische Historikerin und Archäologin, die von 1929 bis 1936 im Nahen Osten arbeitete. Sie war bekannt für ihre Zusammenarbeit mit ihrem Ehemann George Horsfield in Petra und Kilwa und erstellte detaillierte Studien der Geschichte der Burg ihres Vaters, Allington in Kent, welches im 16. Jahrhundert im Besitz der Familie Wyatt war.

## Leben

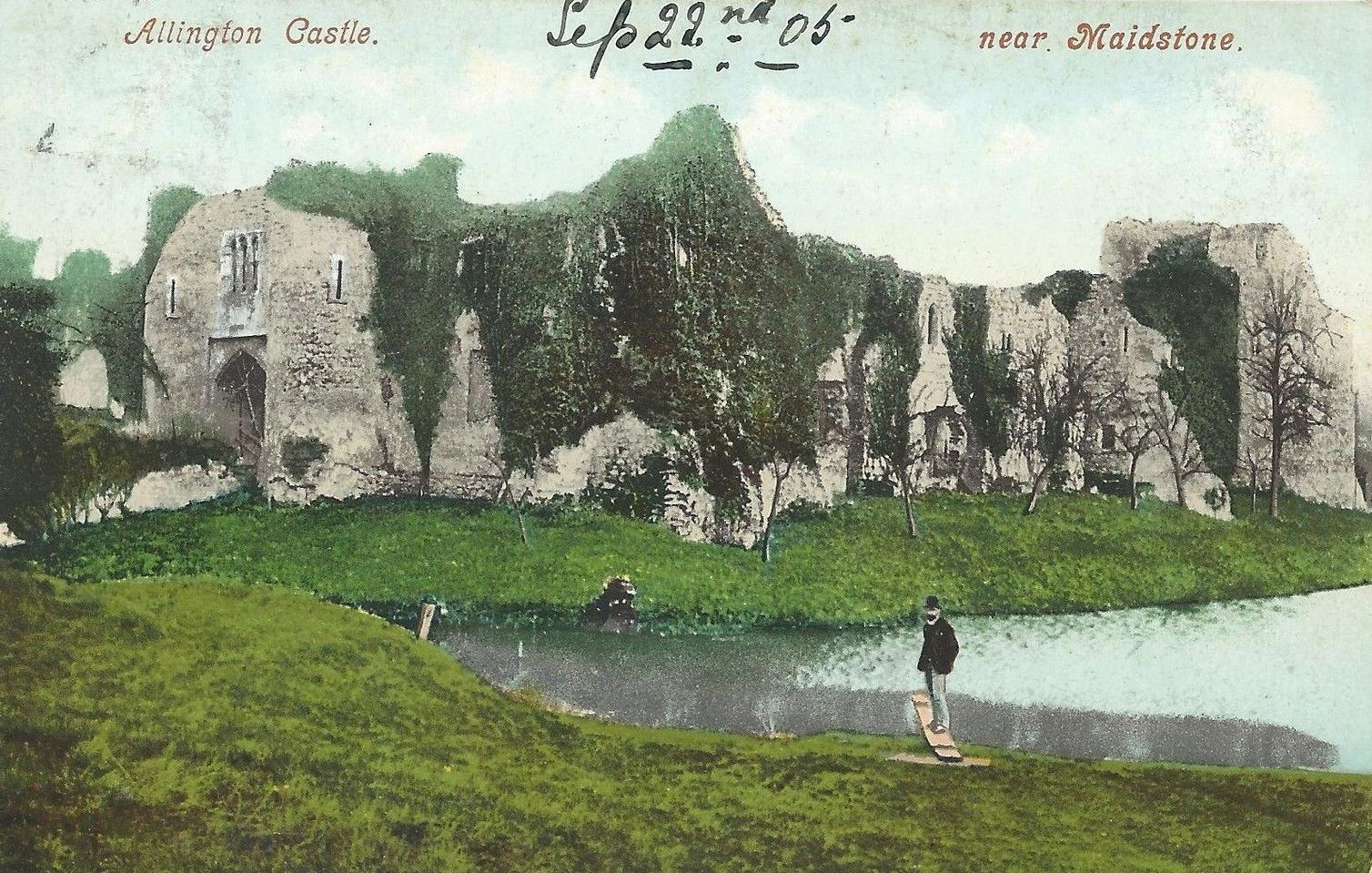
Allington Castle, Postkarte von 1905 (vor der Restaurierung)

Agnes Conway wurde am 2. Mai 1885 als Tochter des Kunsthistorikers und Politikers William Martin Conway und der Katrina Conway (geborene Lombard) geboren. Sie besuchte die Baker Street High School und das Kings College, bevor sie 1903 Student am Newnham College in Cambridge wurde. Sie studierte für einen Tripos in Geschichtswissenschaft, während sie ebenso Griechisch-Unterricht bei Jane Ellen Harrison hatte. Danach wurde sie Dozentin für Klassische Archäologie in Newnham. 1905 kaufte ihr Vater Allington Castle in Kent und begann eine längere Restaurierung des Schlosses in den folgenden Jahren.
Agnes absolvierte beide Teile ihres Geschichts-Tripos 1907 und setzte ihre Griechisch-Studien mit Harrison fort mit Blick auf ein Studium der Archäologie. Sie erweiterte und katalogisierte die wachsende Sammlung ihres Vaters an Fotografien, wobei sie 1912 mit Eugene Sellers Strong an der British School at Rome an diesem Projekt arbeitete. Für die Saison 1913/1914 wurde sie als Student an der British School at Athens zugelassen. 1914 reiste sie mit einer Freundin, Evelyn Radford, die ebenso das Newnham College besucht hatte, weit umher in Griechenland und im Balkan. Conway veröffentlichte 1917 einen Bericht über die Reise mit dem Titel „Through the Balkans, on Classic Ground with a Camera“.
Von 1917 bis 1929 arbeitete Conway an der Sammlung von Materialien, die die Arbeit von Frauen im Ersten Weltkrieg als Mitglied des Women at Work Committee des neu gegründeten Imperial War Museum dokumentierte. Ihr Vater, Martin Conway, wurde zum Director-General ernannt. Auch besuchte sie Klassen am Institute of Historical Research, wo sie die Beziehung Heinrichs VII. zu Schottland und Irland studierte, wofür sie den M. A. der Universität London erhielt. Für dieses Projekt verbrachte sie viel Zeit im Leseraum des British Museum und dem Public Record Office.

Felsengräber in Petra 1934

Conway besuchte die antike nabatäische Felsenstadt Petra zum ersten Mal im Jahr 1928, als sie Freunde der Familie auf einer ausgedehnten Reise durch Ägypten, Palästina, Transjordanien und den Irak begleitete. Bewegt von der Schönheit der Stadt, kehrte sie zurück nach Allington, entschlossen, weitere Forschungen durchzuführen und ihre Reise zur Veröffentlichung zu dokumentieren. Sie kontaktierte George Horsfield, den Chief Inspector für Antiquitäten der Transjordanischen Regierung, um mehr über die Stätte herauszufinden; schließlich wurde sie Teil eines Teams von Archäologen, das Horsfield, Tawfiq Canaan, einen palästinensischen Arzt, und Dr. Detlief Nielsen aus Kopenhagen umfasste und Petra im März 1929 eingehend erforschte. 1930 hielt Conway Vorträge über Petra bei der Royal Geographical Society. Sie blieb in Verbindung mit Horsfield bezüglich der Ergebnisse der Ausgrabung und die beiden entwickelten eine enge Beziehung, die zu einer Hochzeit in der St. George’s Cathedral, Jerusalem, am 29. Januar 1932 führte.

## Werke
- mit ihrem Vater Martin Conway: Children's Book of Art. Adam and Charles Black, London 1909.
- A ride through the Balkans: on classic ground with a camera. R. Scott, London 1917.
- mit George Horsfield: Historical and Topographical Notes on Edom: with an account of the first excavations at Petra. In: The Geographical Journal. Band 76, Nummer 5, 1930, S. 369–390. doi:10.2307/1784200.